# Avulavirus
Sous-famille
Genres de rang inférieur
- Orthoavulavirus
- Metaavulavirus
- Paraavulavirus

Avulavirus est un des huit genres de virus de la famille Paramyxoviridae. La taxonomie des virus étant très évolutive, ce genre a été remplacé début 2019 par la sous-famille des Avulavirinae, elle-même contenant les genres Orthoavulavirus, Metaavulavirus et Paraavulavirus. Il contient des virus qui peuvent être classés dans le genre Rubulavirus, mais qui infectent les oiseaux (d'où le nom rubulavirus aviaire) et sont capables de traduire des protéines V à partir de l'ARN de transcription. Ils ont une hémagglutinine-neuraminidase attachée aux protéines.

## Les membres de ce genre
Les membres de ce genre comprennent la maladie de Newcastle, virus tels que parainfluenza aviaire 1 et les types de Paramyxovirus aviaire de 2 à 9.